# Ruby Manila
Ruby Manila ist eine Sängerin und Schauspielerin mit asiatischen Wurzeln, die in den 1970er Jahren aktiv war.

## Biografie
1973 veröffentlichte Manila die Single Der Honolulu Mond bei M Music, einem Sublabel von Ariola. Mit ihrer Aufnahme des Volksliedes Es waren zwei Königskinder trat sie 1974 in den Sendungen disco und ZDF-Hitparade auf. Nach einem Labelwechsel zu Crystal erschienen die Singles Ich mach’ heut’ nacht ’ne Kissenschlacht (1976) und Fly Butterfly (1977). Ebenfalls 1977 spielte Manila an der Seite von Vadim Glowna die Rolle der Ima in dem Western Das verschollene Inka-Gold, der auf einer Geschichte Jack Londons basiert. 1979 trat sie mit dem Titel Shake Hands beim Schweizer Vorentscheid zum Eurovision Song Contest an und belegte den 3. Platz.

## Diskografie
Singles
- 1973: Der Honolulu Mond
- 1974: Es waren zwei Königskinder
- 1975: Hier, wo das Meer zu Ende ist
- 1975: Fremdes Land
- 1976: Ich mach’ heut’ nacht ’ne Kissenschlacht
- 1977: Fly Butterfly
- 1979: Shake Hands

## Filmografie
- 1979: Das verschollene Inka-Gold – Regie: Wolfgang Staudte